# 薛法护
薛法护（？—？），北魏、南梁官员。

## 生平
太和二十年四月甲辰（496年5月9日），北魏广州刺史薛法护向南叛逃到南梁。
中大通四年正月戊辰（532年1月25日），梁武帝萧衍任命太子右卫率薛法护为平北将军、司州牧，保护元悦进入洛阳。